# Lydella minense
Lydella minense är en tvåvingeart som först beskrevs av Townsend 1927.  Lydella minense ingår i släktet Lydella och familjen parasitflugor. Inga underarter finns listade i Catalogue of Life.